# Luis María Beamonte
Luis María Beamonte Mesa es un político español, presidente del PP-Aragón entre 2015 y 2021, alcalde de Tarazona y diputado de las Cortes de Aragón en las IX y X legislaturas. Entre 2011 y 2015 fue presidente de la Diputación Provincial de Zaragoza.

## Biografía
Nació el 10 de septiembre de 1963 en Tudela (Navarra). Cursó estudios de Derecho en la Universidad de Zaragoza y realizó un curso (IESE) en Liderazgo y Gestión Pública. También se formó en la Escuela Práctica Jurídica de la Universidad de Zaragoza.  Durante 9 años, entre los años 1986 y 1995, ejerció como secretario interventor en la administración local.
Obtuvo un título de derecho en la Universidad Rey Juan Carlos en 2017.

### Carrera política
Comenzó su carrera política como concejal del Partido Popular en Malón (Zaragoza) y en 1995 se incorporó a la Diputación Provincial de Zaragoza como diputado provincial. 
- En las elecciones municipales de 2003 se presentó como cabeza de lista del PP en Tarazona, siendo la lista más votada.[3] Sin embargo, no pudo gobernar a consecuencia de un pacto tripartito entre PSOE, IU-CC y CHA, que eligió como alcaldesa a la socialista Ana Cristina Vera.

- En las elecciones municipales de 2007 volvió a ganar el PP,[4] y tras un pacto político con el PAR, Beamonte fue investido alcalde. Desde 2008 también es presidente del PP-Zaragoza.[5]

- En las elecciones de 2011 el PP obtuvo la primera mayoría absoluta de la historia de la ciudad, con 10 concejales sobre un pleno de 17, y Beamonte repitió legislatura como alcalde.[6] Además, tras esos comicios fue nombrado presidente de la Diputación Provincial de Zaragoza gracias al apoyo del Partido Aragonés[7] y elegido diputado de las Cortes de Aragón en su VIII legislatura. Para ejercer con normalidad sus otras responsabilidades públicas renunció a su acta de diputado autonómico.[8]

- En las elecciones autonómicas y municipales de 24 de mayo de 2015 Beamonte revalidó la mayoría absoluta en Tarazona, con el mismo número de concejales,[9] y volvió a ser elegido diputado en Cortes de Aragón. Sin embargo, la caída generalizada de votantes del Partido Popular en toda la provincia le imposibilitó repetir como presidente de la Diputación Provincial de Zaragoza (DPZ), al pasar de 12 diputados provinciales a 8.[10] Fue sucedido por el socialista Juan Antonio Sánchez Quero, alcalde de Tobed.

- En el congreso celebrado, el 25 de marzo de 2017, fue elegido presidente del PP-Aragón con el 97,8% de los votos, sustituyendo a Luisa Fernanda Rudi.[11] En diciembre de 2018 fue proclamado candidato del PP a la presidencia de Aragón.[12]

- En las elecciones autonómicas del 26 de mayo de 2019 fue el cabeza de lista del PP a la presidencia del gobierno de Aragón, en ellas el PP logró su peor resultado desde 1987 al quedarse con 16 diputados, pero en esa noche electoral los tres partidos conservadores y el centro liberal de la Comunidad –PP, Ciudadanos, PAR y Vox– lograban la mayoría absoluta en las Cortes, pero finalmente la imposibilidad de llegar a un acuerdo entre PAR y Cs y Vox hizo que los aragonesistas pactaran con el PSOE, lo que permitiría a Javier Lambán el ser reelegido para un segundo mandato.

## Cargos desempeñados
- Concejal del Ayuntamiento de Malón (1987-1999)
- Diputado en la Diputación Provincial de Zaragoza (1995-2016)
- Concejal-portavoz del PP en el Ayuntamiento de Tarazona (2003-2007)
- Alcalde de Tarazona (2007-2019)
- Presidente del PP de Zaragoza (2008-2017)
- Presidente de la Diputación Provincial de Zaragoza (2011-2015)[13]
- Diputado en las Cortes de Aragón (En 2011 brevemente y desde 2015)
- Presidente del PP de Aragón (2017-2021)